# Brachymeria excarinata
Brachymeria excarinata  (лат.) — вид мелких хальциноидных наездников рода Brachymeria из семейства Chalcididae. Юго-Восточная Азия: Вьетнам, Китай, Япония.

## Описание
Мелкие перепончатокрылые хальциды, длина 1,4 — 4,5 мм. Голова шире мезосомы. Основная окраска чёрная (ноги с желтоватыми отметинами; задние бёдра в основном чёрные). Внешний вентральный край задних бёдер с 10-12 зубцами.  Усики 13-члениковые. Лапки 5-члениковые. Грудь выпуклая. Задние бёдра утолщённые и вздутые.
Гиперпаразитоиды, выведенные из куколок различных  бабочек (Lepidoptera), в том числе Arctiidae, Gelechiidae, Hesperiidae, Noctuidae, Oecophoridae, Pyralidae, Tortricidae, и Yponomeutidae, жуков Coleoptera (Chrysomelidae) заражённых Hymenoptera (Braconidae).
Вид был впервые описан в 1925 году, а его валидный статус подтверждён в 2016 году индийским энтомологом академиком Текке Куруппате Нарендраном (Narendran T.C.; Zoological Survey Of India, Калькутта, Индия) и голландским гименоптерологом К. ван Ахтенбергом (Cornelis van Achterberg; Naturalis, Лейден, Нидерланды) по материалам из Вьетнама.